# وزارة حالات الطوارئ (أذربيجان)
وزارة حالات الطوارئ في جمهورية أذربيجان (بالأذرية: Azərbaycan Respublikası Fövqəladə Hallar Nazirliyi)هي السلطة التنفيذية المركزية التي مسؤولة عن حماية السكان من الكوارث الطبيعية والكوارث. ويتولى رئاستها كمال الدين حيداروف.

## تاريخ الوزارة
تأسست وزارة حالات الطوارئ وفقًا للوائح المعتمدة بموجب مرسوم لرئيس جمهورية أذربيجان المؤرخ 16 ديسمبر 2005.
تولي وزارة الطوارئ في جمهورية أذربيجان أهمية خاصة للممارسة الدولية في أنشطتها.
يتعاون الوزارة مع هذه المنظمات الدولية: الأمم المتحدة، حلف شمال الأطلسي، رابطة الدول المستقلة، منظمة غوام للتطوير الديمقراطي والاقتصادي، منظمة حظر الأسلحة الكيميائية، الوكالة الدولية للطاقة الذرية، منظمة التعاون الاقتصادي للبحر الأسود.

## نشاط الوزارة
وزارة الطوارئ في جمهورية أذربيجان مسؤولة عن المجالات التالية:
- الدفاع المدني:

- حماية السكان من الحوادث الطبيعية (الجيوفيزيائية والجيولوجية والأرصاد الجوية والهيدرولوجية البحرية والهيدرولوجية البحرية والحرائق الطبيعية و إلخ، والحرائق البشرية - الحرائق والانفجارات وانهيار المباني والهياكل والمخاطر الكيميائية والبيولوجية والإشعاعية والحوادث والانهيارات في المنشآت الهيدروديناميكية ومجمعات إنتاج النفط والغاز وخطوط أنابيب الجذع وحوادث النقل وحركة المرور على الطرق، إلخ.
- الكوارث الطبيعية:

1. تحذير عن الحوادث الطوارئ
2. السلامة من الحرائق
3. سلامة الناس في المسطحات المائية
4. سلامة عمليات السفن الصغيرة
5. سلامة في البناء[4]

## قيادة
- الوزير - كولونيل عام كمال الدين حيداروف.
- نائب الوزير فريق (رتبة عسكرية) رفائل ميرزاييف

### نواب
- فريق (رتبة عسكرية) فائق تجيزاده
- فريق (رتبة عسكرية) أوروجالي حجييف
- فريق (رتبة عسكرية) إيتيبار ميرزاييف
- رحيم لتيفوف